# Placître

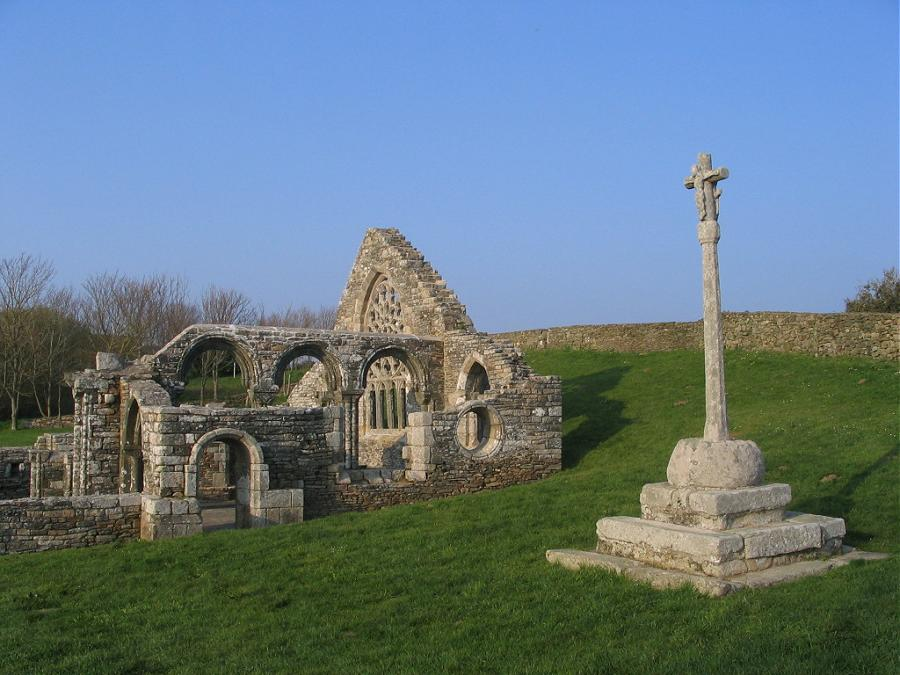
Le placître de Languidou, la chapelle, le calvaire et le muret d'enceinte.

Le placître est un terrain, souvent herbeux, délimité par une clôture, fréquemment un mur, entourant les églises, chapelles ou fontaines bretonnes. 

## Étymologie
Selon Jean-René Trochet, du latin platea (place publique, rue large). À rapprocher également du poitevin-saintongeais pllacitre désignant la « place de l’église ».

## Usages
Lorsque le placître est l'un des éléments de l'enclos paroissial, il désigne l'espace non bâti à l'intérieur de celui-ci. 
Au début du VIIe siècle, sous Clotaire II, le placître (ou placidre) est une place ou un carrefour où se tenaient les assises des tribunaux ambulants rendant la justice.
Au Moyen Âge, à Saint-Malo, on achevait là le séchage de la morue commencé sur les mielles, à l’extérieur des murs.
À Quéménéven, le placître de Kergoat n'est pas délimité par une clôture. Il est planté d'une futaie, constituant, avec la chapelle classée, un ensemble remarquable. 
Ce terme, qui ne figure pas dans les dictionnaires modernes, était souvent utilisé pour les actes officiels. 